# أفيري روبنسون
أفيري روبنسون (بالإنجليزية: Avery Robinson) هو ملحن أمريكي، ولد في 1878، وتوفي في 1965.

## وصلات خارجية
- أفيري روبنسون على موقع ميوزك برينز (الإنجليزية)
- أفيري روبنسون على موقع ديسكوغز (الإنجليزية)